# Women of All Nations
Women of All Nations (deutsch Frauen aller Nationen) ist eine US-amerikanische Militärkomödie aus dem Jahr 1931 unter der Regie von Raoul Walsh, die vor dem Hays Code entstand. Die Hauptrollen sind besetzt mit Victor McLaglen, Edmund Lowe, Greta Nissen und El Brendel. Es handelt sich um die zweite von drei Fortsetzungen von Walshs Film What Price Glory aus dem Jahr 1926, in dem McLaglen und Lowe ihre darin enthaltenen Figuren erneut spielen, die auf Charakteren basieren, die ursprünglich von Laurence Stallings und Maxwell Anderson erschaffen wurden.

## Handlung

### Vorwort
Nach dem Vorspann wird eine Karte mit folgendem Text eingeblendet: „Ich hörte zum ersten Mal von Flagg und Quirt durch meinen Freund Captain Laurence Stallings vom 5. US Marine Corps. Damals waren sie an der Front von Verdun in Frankreich im Einsatz.“ Die Karte ist unterschreiben vom Regisseur des Films Raoul Walsh, der für die Fox Corp. bereits zwei Filme mit den Figuren Flagg und Quirt gedreht hatte: What Price Glory (1926) und The Cock-Eyed World (1929), beide ebenfalls mit McLaglen und Lowe in den Hauptrollen. Ein späterer Film, Hot Pepper, unter der Regie von John G. Blystone wiederum mit McLaglen und Lowe in Hauptrollen datiert aus dem Jahr 1933.

### Filmhandlung
Im Ersten Weltkrieg reichen sich Captain Jim Flagg und Sergeant Harry Quirt vor einem Angriff in den Schützengräben von Verdun die Hand. Zwar sind die Männer Rivalen in vielen anderen Bereichen, sich im Kampf gegen den Feind aber einig. Der Angriff wird zu einem Erfolg. Kaum ist dieser Krieg vorbei, schließen sich Flagg und Quirt, für die das Kämpfen ihre zweite Natur ist, wieder den Marines an. Nach Kampfhandlungen auf den Philippinen und in China landen die beiden Männer auf einem Schlachtschiff im Panamakanal, wo sie sich gegenseitig beschimpfen und Flagg sogar eine Tomate nach Quirt wirft. Das Geschoss verfehlt jedoch sein Ziel und trifft den befehlshabenden Offizier, was zur Folge hat, dass Flagg im Gefängnis landet.
Nach seiner Entlassung leitet Flagg in seiner Heimatstadt Brooklyn ein Rekrutierungsbüro für die Marines. Dabei wird ihm Olsen als Gehilfe an die Seite gestellt, der dauernd niesen muss, was an Flaggs Nerven zerrt und ihn glauben lässt, dass das mit einem Hintergedanken verbunden ist. Flaggs einziger Rekrut ist Izzy Kaplan, dessen Vater Flagg das Versprechen abnimmt, dass er sich um Izzy kümmern werde.
Auf der anderen Seite des Rekrutierungsbüros hat ein Schönheitssalon geöffnet, der von einem Professor Dubois geführt wird, und reichlich Zulauf hat. Als es in dem Laden zu einer Durchsuchung kommt, entdeckt Flagg, dass es sich bei Dubois um Quirt handelt. Es kommt, wie es kommen muss, die Kontrahenten werden als Nächstes auf eine Goodwill-Kreuzfahrt nach Skandinavien geschickt. Im schwedischen Göteborg flirtet Flagg in einem Café, es ist Heiligabend, mit einer blonden Tänzerin mit Namen Elsa. Als die junge Frau den Weihnachtsmann küsst, ist Flagg empört als er in ihm Quirt erkennt. Elsa hat jedoch bereits einen Liebhaber. Olaf, ein großer kräftiger Mann wirft erst Quirt und dann Olsen durch eine geschlossene Tür und Flagg gegen eine Wand.
So steht ein neues Abenteuer an, diesmal unterstützen die Marines nach einem Erdbeben in Nicaragua die Menschen dort bei den notwendigen Hilfsmaßnahmen. Während des Einsatzes wird Izzy so schwer verwundet, dass er im Sterben liegt. Flagg verspricht ihm, seinen Wunsch zu erfüllen und dafür zu sorgen, dass sein Vater das Versicherungsgeld zugesprochen bekommt. Flagg hilft dann dabei, einen Marine zu befreien, der unter herabgefallenen Trümmern feststeckt, nur um dann feststellen zu müssen, dass es sich bei ihm um Quirt handelt.
Ein weiterer Auftrag führt das Gespann zu einem Mittelmeerhafen, wo Flagg Elsa wiedertrifft, die inzwischen die Favoritin im Harem von Prinz Hassan ist, den sie in Paris kennengelernt hat. Quirt bringt Flagg dazu, ihn über die Palastmauer zu hieven. Obwohl ihm Elsa ins Ohr flüstert, was der Prinz mit ihm machen werde, wenn er gefunden werden sollte, entspricht er ihrem Wunsch, erst einmal zu bleiben. Als dann Flagg erscheint, versteckt Elsa Quirt in einem Schrank und sagt ihm, dass er erst herauskommen solle, wie sie miaue. Elsa erzählt auch Flagg vom Prinzen und was er tun werde, wenn er ihn bei ihr erwische, woraufhin dieser lieber gehen will. Elsa fleht ihn jedoch an, zu bleiben. Als der Prinz überraschend ankommt, versteckt Elsa Flagg in ihrem Badezimmer. Dann miaut eine echte Katze, was Quirt dazu bringt, zurückzumiauen. Flagg, der glaubt, das Miauen komme von Elsa, stimmt ebenfalls ein und Olsen, der sich hinter Elsa Tür versteckt hat, vervollständigt den Katzenchor. Natürlich stößt Prinz Hassan auf die drei Männer und lässt sie von seinen Wachen, die geschärfte Messer schwingen, jagen. Elsa hilft Olsen bei der Flucht, indem sie ihm Kleidung von sich gibt, während Flagg und Quirt zwei Wachen überwältigen und ihnen ihre Uniformen abnehmen. Dann entfernen sie sich mit einem sogenannten Haremsstuhl vom Palastgelände, in dem sich Elsa versteckt hält. Während sie noch darüber streiten, wer sich nun um Elsa kümmert, beendet Olsens Niesen aus dem Stuhl ihren Streit. Den beiden Streithähnen wird schlagartig klar, dass Olsen im Stuhl bei Elsa ist und er das Rennen um sie gemacht hat. Als Flagg, Quirt und Olsen und weitere Marines durch die Stadt paradieren, winken ihnen die Frauen zu.

## Produktion

### Hintergrund
Es handelt sich um einen Film der Fox Film Corporation. Laut Informationen in den Twentieth-Century-Fox-Aufzeichnungen hätten James Gleason, Basil Woon, William K. Wells und Walter C. Kelly Material für den Film geliefert. Allerdings sei im fertigen Film nur das verwendet worden, was aus Barry Conners Feder stammte. Humphrey Bogart und Nat Pendleton sind in frühen Filmabspannen in den Rechtsakten als Darsteller aufgeführt, und auch Standbilder aus der Produktion des Films zeigen Bogart gemeinsam mit McLaglen und Lowe in der Schlachtschiff-Szene. In einer späteren Kopie waren weder Bogart noch Pendleton noch ausfindig zu machen. Im endgültigen Filmabspann einer Kopie vom 13. Mai 1931 erschienen dann weder Bogarts noch Pendletons Name im Vor- oder Abspann, was darauf hindeutet, dass ihre Szenen aus dem fertigen Film herausgeschnitten worden waren. Bei Turner Classic Movies wurde allerdings ausgeführt, dass Humphrey Bogart in seiner Rolle als Stone nicht in allen Filmkopien zu sehen sei. Obwohl Kritiker und moderne Quellen sowohl Flagg als auch Quirt als Sergeanten bezeichnen, wird Flagg in den Dialogen des Films als Captain bezeichnet. Das Var Magazine kommentierte, dass der „Miau-Chor“ an eine Szene in Paramounts Dishonored von Anfang 1931 erinnere, in dem McLaglen ebenfalls die Hauptrolle gespielt habe. Weiter bemerkte Var, dass die umfassenden Schnitte offensichtlich seien und zu vielen sinnlosen Sequenzen geführt hätten.

### Veröffentlichung
In den Vereinigten Staaten wurde der Film am 31. Mai 1931 veröffentlicht, zuvor hatte er am 29. Mai 1931 Premiere in New York. Im Vereinigten Königreich war er erstmals am 17. Juni 1931 in London und am 9. November 1931 in den übrigen Kinos des Landes zu sehen. In Uruguay wurde der Film am 12. Dezember 1931 unter dem Titel Los mosqueteros del amor im Original mit Untertiteln veröffentlicht, in Ungarn am 1. März 1932, in Portugal am 6. Juni 1932 und in Frankreich in einer limitierten Ausgabe am 29. Juli 1932. Weitere Veröffentlichungen erfolgten in Brasilien, Griechenland, Italien, Japan, Polen, Spanien.

## Rezeption

### Kritik
Mordaunt Halls Kritik über den Film in der New York Times fiel durchaus positiv aus. Hall sprach von der „aktuellen Kinoattraktion“ im Roxy und dass der Film dieselbe verwerfliche Art von Spaß habe, die die lang ersehnten Lachanfälle des Publikums hervorgerufen hätten. Der Film werde sicher denen gefallen, denen der Vorgänger bereits Vergnügen bereitet habe. Der Film präsentiere eine streitlustige Geschichte mit etwas, das man wohl als rabelaisschen (derben) Humor bezeichnen könne. Die Herren McLaglen und Lowe täten wiederum ihr Bestes, um dem Publikum das Gewünschte zu geben.
Walsh selbst konnte dem Film, laut seiner Autobiografie, nichts abgewinnen und nannte ihn …einen Reinfall, weil es nicht anders habe sein können, denn ein dritter Film von McLaglen und Lowe sei zu viel für das Publikum gewesen, davor habe er von Anfang an, Angst gehabt.
Ehsan Khoshbakht schrieb in Notes on Cinematograph, dass es Walsh, anders als in What Price Glory?, mittels des Tons gelungen sei, die aberwitzigen Gespräche hörbar zu machen und den Soundtrack zudem mit Granatschüssen, kichernden und miauenden Frauen – walsh’sche sexuelle Anspielungen – zu bereichern, zumal der Film beinahe ohne Handlung auskomme und stattdessen eine Reihe von Situationen und Gags, sowohl komische als auch dramatische, präsentiere. Im gesamten Film würden einige wenige Ideen von Walsh meisterhaft bis zur Absurdität ausgereizt. Auch wenn es so scheine, als sei das Publikum inzwischen der Partnerschaft von Flagg und Quirt überdrüssig und der Film 175.000 Dollar verloren habe, sei er doch ein durch und durch unterhaltsames Beispiel für Walshs klarste Schaffensphase – das Werk eines Mannes, der selbst vulgäre Sexwitze in schlichte Kunst habe verwandeln können.

### Weitere Filme über die Figuren Flagg und Quirt
- 1926: What Price Glory, deutscher Titel Rivalen
- 1929: The Cock-Eyed World, deutsch „Kampfhähne der Liebe“
- 1933: Hot Pepper, deutsch „Scharf wie Paprika oder Pfeffer“
- 1952: What Price Glory?, deutsch „Welchen Preis hat der Ruhm?“; Tonfilmversion, ebenfalls von John Ford